# Sunny – Wer bist du wirklich?
SUNNY – Wer bist du wirklich? ist eine deutsche Miniserie von Manuel Meimberg und ein Spin-Off zu Gute Zeiten, schlechte Zeiten, die für den Streamingdienst TVNOW produziert wurde. In der Streamingserie geht es um die aus der Daily-Soap bekannte Figur Sunny Richter, dargestellt von Valentina Pahde, die von Berlin nach München zieht, um an einer Fotografie-Masterclass teilzunehmen. Die Premiere fand am 1. Oktober 2020 auf TVNOW statt.

## Inhalt
Nachzüglerin Sunny Richter bekommt den achten und letzten der begehrten Plätze in der Fotografie-Masterclass des exzentrischen Star-Fotografen Brian Fox. Für den Workshop geht Sunny von Berlin nach München, um mal etwas Eigenes zu wagen und damit irgendwie auch in ein neues Leben.
Sie versackt nach einer Partynacht, die von einem Todesfall überschattet wird und wacht morgens mit einem Filmriss auf. Von da an dreht sich alles um die Frage, was in dieser einen Nacht passiert ist.
Hier in der Villa ist vieles anders. Extremer, exzessiver – was vor allem besonders auf Sunnys Masterclass-Mitschüler zutrifft. Lennard ist der Anführer und wird von allen aus der Clique respektiert. Ein besonderer Zusammenhalt herrscht zwischen ihm, seinem besten Freund Karl sowie seiner Schwester Ruby, die ständig mit Mobbing vor allem gegen Kim für Zoff sorgt. Frieda ist nur mit Smartphone anzutreffen – eine echte Influencerin. Ove, ein Rich-Kid, liebt Luxus, schnelle Autos, bunte Pillen und Champagner. Auch Trans-Mann Nik ist Teil der Truppe, die Partys, Action und Gefühle erlebt. Nik hat ein offenes Ohr für alle.

## Besetzung

### Hauptdarsteller
| Rolle                 | Schauspieler                 | Folgen |
| --------------------- | ---------------------------- | ------ |
| Sunny Richter         | Valentina Pahde              | 1–20   |
| Lennard Vanbergen     | Gerrit Klein                 | 1–20   |
| Karl Mensa            | Ben Andrews Rumler           | 1–20   |
| Ruby Vanbergen        | Linda Rohrer                 | 1–20   |
| Kim Meimberg          | Sarah Buchholzer             | 1–20   |
| Frieda Gerlach        | Meryl Marty                  | 1–20   |
| Ove Olsen / Uwe Bauer | Wilson Gonzalez Ochsenknecht | 1–20   |
| Nik                   | Brix Schaumburg              | 1–20   |
| Brian Fox             | Felix Lampert                | 1–20   |

### Nebendarsteller
| Rolle             | Schauspieler    | Folgen                |
| ----------------- | --------------- | --------------------- |
| Kevin             | Florian Kroop   | 1–2, 8, 10, 16, 18    |
| Aaron             | Harald Schindel | 1–4, 7–8, 12, 14, 20  |
| Vanessa Richter   | Anne Brendler   | 2–4, 6, 9, 11, 13, 16 |
| Goran             | Maxim Agné      | 3–4, 6, 9, 11, 13, 16 |
| Nathalie Meimberg | Julia Jendroßek | 4–5, 7, 9, 20         |
| Carola Westermann | Finja Martens   | 5–6, 9–10, 12, 16–20  |
| Claudio Becker    | Lukas Sauer     | 5, 9–12, 16           |
| Helen             | Nora Koppen     | 12, 20                |

## Hintergrund

### Produktion
Mitte Juni 2020 wurde die Miniserie mit dem aus GZSZ bekannten Charakter, der von Valentina Pahde verkörpert wird, von RTL angekündigt. Die weitere Besetzung wurde Ende Juni bekannt gegeben. Diese beinhaltet neben Newcomern auch Wilson Gonzalez Ochsenknecht und Gerrit Klein. Die Dreharbeiten dazu fanden zwischen dem 16. Juni und dem 16. August 2020 in Potsdam und Berlin statt. Aufgrund der COVID-19-Pandemie fanden die Dreharbeiten unter besonderen Bedingungen statt. Damit intime Szenen mit Körperkontakt zwischen den Akteuren gedreht werden konnten, befanden sich alle Schauspieler bereits zuvor in Quarantäne. Während den Dreharbeiten wohnten die Hauptdarsteller zusammen mit Showrunner Manuel Meimberg in einer Villa in Potsdam und hatten somit in diesem Zeitraum keinen Kontakt zur Außenwelt.

### Ausstrahlung
Die ersten drei Episoden wurden am 1. Oktober auf TVNOW veröffentlicht. Anschließend werden die restlichen 17 Episoden täglich zwischen Montag und Donnerstag auf dem Streamingdienst erscheinen. Nur die ersten beiden Folgen waren für ein paar Tage kostenfrei bei TVNOW zu sehen. Anschließend war ein Abo unumgänglich. Zum Start der Miniserie strahlte RTL die ersten beiden Episoden zur Hauptsendezeit am 1. Oktober 2020 aus. Anschließend zeigte der Sender die Dokumentation Die Pahde-Zwillinge – So sind wir wirklich.

## Episodenliste
| Nr. | Originaltitel           | Erstausstrahlung |
| --- | ----------------------- | ---------------- |
| 1   | Wer bist du wirklich? 1 | 1. Okt. 2020     |
| 2   | Anfang und Ende         | 1. Okt. 2020     |
| 3   | Lustobjekt              | 1. Okt. 2020     |
| 4   | Grenzen                 | 2. Okt. 2020     |
| 5   | Rausch                  | 5. Okt. 2020     |
| 6   | Erinnerungen            | 6. Okt. 2020     |
| 7   | Abschied                | 7. Okt. 2020     |
| 8   | Tod                     | 8. Okt. 2020     |
| 9   | Masken                  | 12. Okt. 2020    |
| 10  | Like Me!                | 13. Okt. 2020    |
| 11  | Dämonen                 | 14. Okt. 2020    |
| 12  | Lüge                    | 15. Okt. 2020    |
| 13  | Absturz                 | 19. Okt. 2020    |
| 14  | Verlust                 | 20. Okt. 2020    |
| 15  | Kim                     | 21. Okt. 2020    |
| 16  | Entscheidungen          | 22. Okt. 2020    |
| 17  | Echt                    | 26. Okt. 2020    |
| 18  | Opfer                   | 27. Okt. 2020    |
| 19  | Nein                    | 28. Okt. 2020    |
| 20  | Abgrund                 | 29. Okt. 2020    |

## Rezeption

### Kritiken
Die Miniserie erhielt überwiegend negative Kritiken.
Ralf Döbele von Wunschliste.de urteilte, dass „"Sunny" allzu oft auf dem unbefriedigenden Level eines „nice to have“ stecken“ bleiben würde. Außerdem findet er, dass mit „leichten Korrekturen so viel mehr möglich gewesen wäre“. Die schauspielerische Leistung von Pahde wurde jedoch gelobt.
Web.de kritisierte, dass die Serie keinen „wirklichen Sog“ entfaltet. Außerdem befinden sie, dass sie „jede Regel und Grenze einzuhalten, die im Fernsehen schon immer galten“. Insgesamt finden sie die Serie „schön, reich und schrecklich fad“.

### Einschaltquoten
Die TV-Erstausstrahlung der ersten beiden Folgen wurde am 1. Oktober 2020 von 1,32 Millionen Zuschauern auf RTL verfolgt. Dies entsprach bei der werberelevanten Zielgruppe einem Marktanteil von 10,2 Prozent. Die anschließende Dokumentation erreichte insgesamt 1,1 Millionen Zuschauer und einen daraus resultierenden Marktanteil von 8,8 Prozent.

## Trivia
- Mit der Rückkehr zu GZSZ erhält Sunny eine Sunny – Wer bist du wirklich?-bezogene Sonderfolge (7156), in welcher sie die belastenden Ereignisse ihrer Zeit in der Masterclass gemeinsam mit ihrer besten Freundin Emily Wiedmann aufarbeitet. So kommt unter anderem der Tod der Teilnehmerin Kim Meimberg, der spätere Suizid des  Masterclass-Leiters Brian Fox sowie dessen Verschulden ihres Todes zur Sprache.
- Mit „Nihat – Alles auf Anfang“ bekam die Serie GZSZ einen weiteren Ableger.[11] In der 10-teiligen Event-Serie dreht sich, ähnlich wie zuvor bei „Sunny – Wer bist du wirklich?“, alles um Timur Ülker alias Nihat Güney, der sich abseits vom GZSZ-Set auf die Suche nach seinen familiären Wurzeln macht. Gamze Senol, die bis 2020 die Rolle der Shirin Akıncı verkörperte, ist ebenso wie Wolfgang Bahro in seiner Rolle  des Prof. Dr. Dr. Gerner in der Serie zu sehen. Dominique Moro ist die Produzentin des Spin-Off, dessen Dreharbeiten am 3. Mai 2021 begannen und dessen Ausstrahlung auf TVNOW und RTL am 15. September bzw. am 22. und 23. September 2021 stattfand.[12][13]
- Mit „Leon – Glaub nicht alles, was du siehst“ bekam die Serie ein auf Leon Moreno (Daniel Fehlow) zugeschnittenes Spin-Off, welches 2021 gedreht wurde. Gemeinsam mit seinem Sohn Oskar (Joey Altmann) steigt er in eine Kitesurf-Schule ein und eröffnet ein Restaurant am Ostsee-Strand. Gedreht wurde unter anderem auf Rügen.[14] Im September 2022 begannen Dreharbeiten für eine Fortsetzung mit dem Titel „Leon – Kämpf um deine Liebe“.[15] Die Dreharbeiten wurden am 12. Oktober 2022 abgeschlossen.[16] Die TV-Premiere wurde am 11. Januar 2023 auf RTL ausgestrahlt. Seit dem 4. Januar 2023 ist der Film auf RTL+ verfügbar.[17]